# Liste der Monuments historiques in Wahlbach
Die Liste der Monuments historiques in Wahlbach führt die Monuments historiques in der französischen Gemeinde Wahlbach auf.

## Liste der Objekte
| Bezeichnung       | Beschreibung | Standort                        | Kennzeichnung | Schutzstatus | Datum | Bild |
| ----------------- | --- | ------------------------------- | ------------- | ------------ | ----- | ---- |
| Zwei Dalmatiken   | Seide, Baumwolle, 19. Jahrhundert                                                                                            | im ehemaligen Pfarrhaus (Lage)  | PM68001405    | Inscrit      | 2001  |      |
| Kanzel            | Holz, bemalt und vergoldet, 18. und 19. Jahrhundert                                                                          | in der Kirche St-Maurice (Lage) | PM68001404    | Inscrit      | 2001  |      |
| Zwei Seitenaltäre | Ensemble aus PM68001576 und PM68001577 sowie den vier Altargemälden; zwei Gemälde von Mathias Jehl, 1752                     | in der Kirche St-Maurice (Lage) | PM68001281    | Inscrit      | 2001  |      |
| Marienaltar       | linker Seitenaltar; Altartisch, Retabel und vier Skulpturen; Holz, farbig gefasst und vergoldet, Mitte des 18. Jahrhunderts  | in der Kirche St-Maurice (Lage) | PM68001576    | Inscrit      | 2001  |      |
| Kruzifix          | Holz, farbig gefasst, vermutlich aus dem 18. Jahrhundert                                                                     | in der Kirche St-Maurice (Lage) | PM68001403    | Inscrit      | 2001  |      |
| Laurentiusaltar   | rechter Seitenaltar; Altartisch, Retabel und vier Skulpturen; Holz, farbig gefasst und vergoldet, Mitte des 18. Jahrhunderts | in der Kirche St-Maurice (Lage) | PM68001577    | Inscrit      | 2001  |      |